# Haywardina inornata
Haywardina inornata är en fjärilsart som beskrevs av Felder 1867. Haywardina inornata ingår i släktet Haywardina och familjen praktfjärilar. Inga underarter finns listade i Catalogue of Life.